# Komárovití
Komárovití (Culicidae) je čeleď dvoukřídlého hmyzu, jejíž zástupci jsou běžně označováni jako komáři. Samičky většiny z asi 3000 druhů sají krev teplokrevných živočichů. Přitom často přenáší velmi nebezpečné nemoci (zejména malárii), čímž každoročně nepřímo zahubí miliony lidí.
Jednotlivé druhy se liší velikostí, ale jen výjimečně měří přes 16 mm. Komáři váží obvykle jen 2 až 2,5 mg. Za noc dokáží urazit až 10 km a mohou létat až 4 hodiny bez přestávky rychlostí 1–2 km/h. Většina druhů je aktivní a shání potravu v noci, večer či ráno. Přes den se většina komárů schovává na chladných místech. Komár v letu vydává hvízdavý tón, způsobený chvěním křídel a také hlasivek, které jsou napjaté v hrudních průduších.

## Evoluce
První zástupci této skupiny jsou známí podle fosilních nálezů již z období druhohorní éry (rané křídy na území Libanonu).

## Potrava
Všichni komáři se primárně živí nektarem, ale samičky jsou navíc schopny hematofágie (sání krve). Nepotřebují ji ke svému přežití, ale jako zdroj bílkovin pro vývoj vajíček. Výjimku tvoří komáři rodu Toxorhynchites, kteří krev nesají. K tomuto rodu patří i největší známé druhy komárů, jejichž larvy požírají larvy jiných druhů komárů.

## Životní cyklus

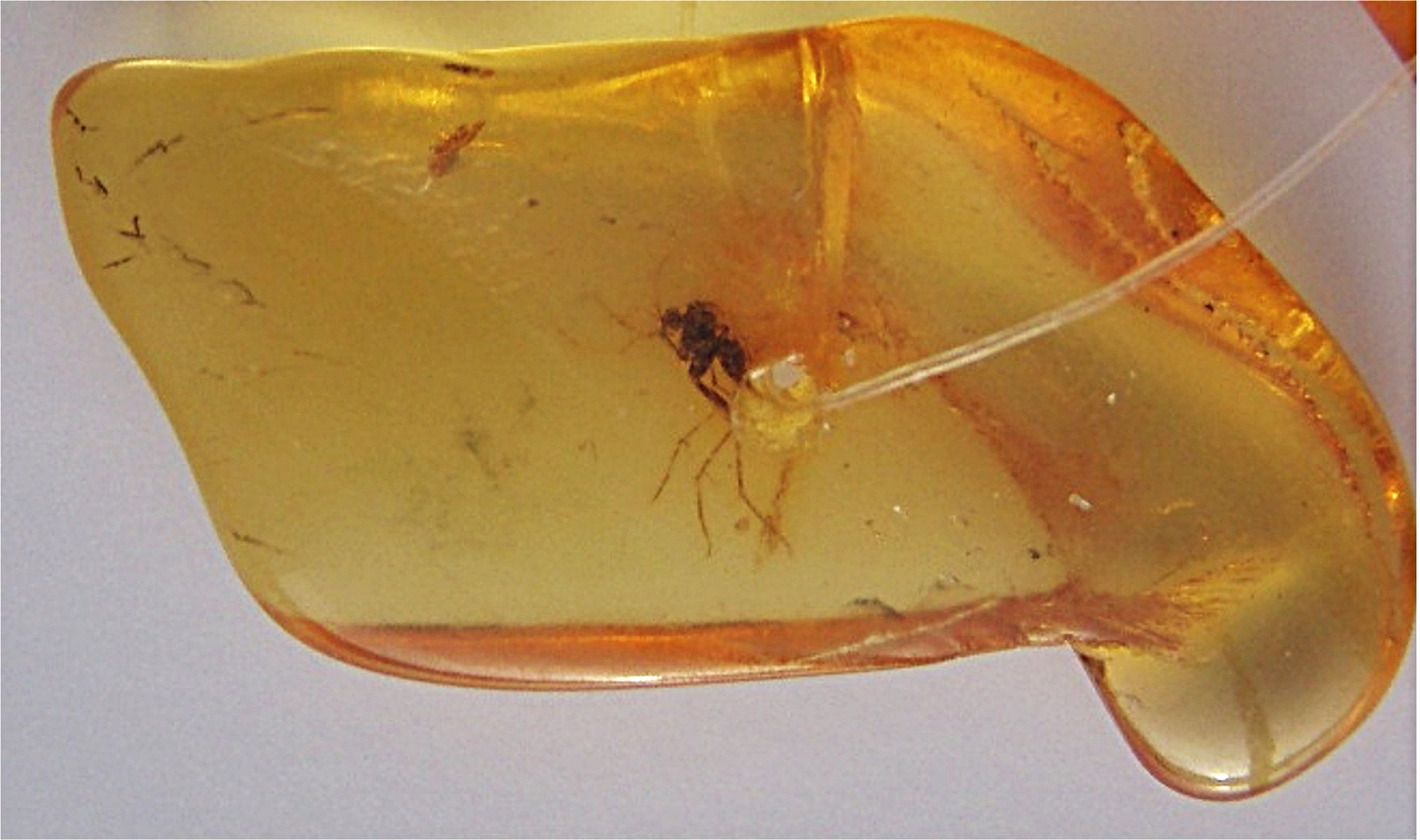
Komáři jsou na Zemi již 170 milionů let. Často je nalézáme zalité v jantaru.

Komár prochází kompletní metamorfózou přes 4 vývojová stadia – vajíčko, larva, kukla a dospělec. Tento proces popsal již řecký filozof Aristotelés. Larvy i kukly žijí ve vlhkém prostředí nebo přímo ve stojaté vodě.

## Přenos nemocí
Po probodnutí kůže samička vstříkne do krve své sliny, které omezují srážlivost krve. Zároveň působí jako analgetikum, aby postižený tvor nevnímal bodnutí a nebránil se. Právě touto cestou se do těla zvířete či člověka dostanou choroboplodné zárodky. Nejvýznamnější z nich je malárie, kterou způsobují zimničky – parazitičtí prvoci rodu Plasmodium. Na lidi je přenášejí výhradně komáři rodu Anopheles, celkem asi 30–40 druhů ze 200 tohoto rodu, zejména pak anofeles čtyřskvrnný (Anopheles maculipennis).
Jako přenašeči chorob mohou sloužit i jiné rody, například ptačí malárii běžně přenášejí komáři rodu Culex. Komár Aedes aegypti je hlavním vektorem arboviru žluté zimnice, viru zika a dalších horečnatých onemocnění. Některé druhy komárů vyskytující se i v Česku mohou pasivně přenášet lymeskou borreliózu. Pasivní přenos znamená, že původce nemoci (zde bakterie) se v těle komára nemnoží, pouze byl přenesen s čerstvou krví, která komárovi ulpěla na sosáku a na těle. Komár záplavový přenáší virus Ťahyňa, který způsobuje valtickou horečku. Nebyl zaznamenán žádný případ přenosu viru HIV (způsobuje nemoc AIDS) komáry. Každoročně komáři způsobí smrt více lidí než jakékoli jiné zvíře na planetě. 

## Výskyt v Česku

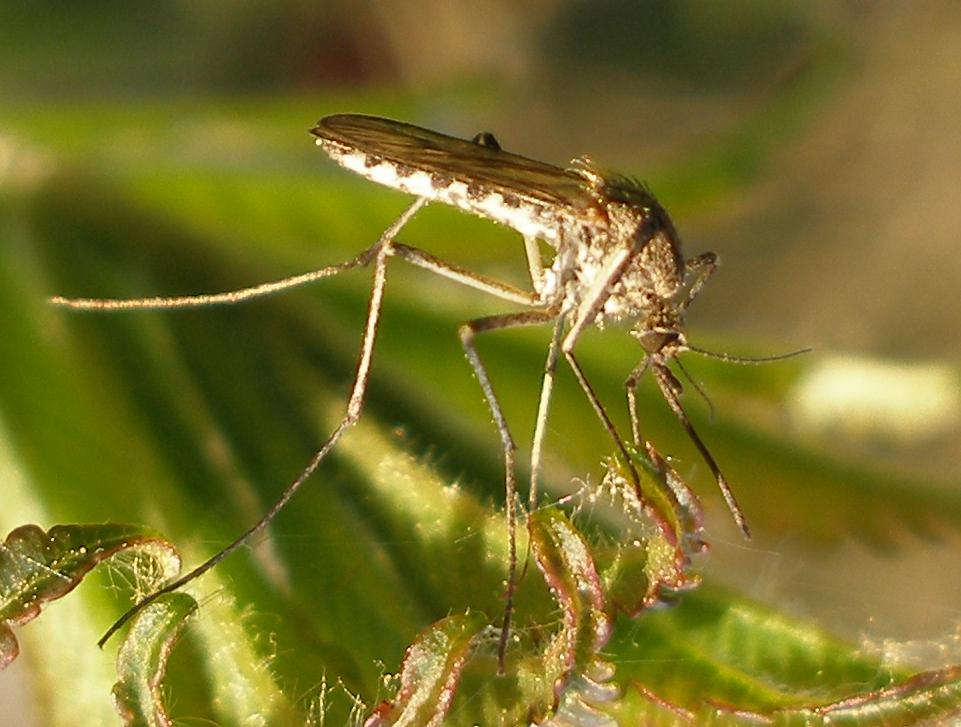
Komár ze severu Čech

Na českém území žije 40–50 druhů komárů ze 6 rodů. Vyskytují se nejvíce v lužních lesích, v okolí řek a vodních ploch. Podle průzkumů na Moravě jde zejména o podrod Ochlerotatus, jehož larvy jsou potravou například pro obojživelníky. Mezi tzv. jarní druhy patří komár jarní a obecný (O. cataphylly, O. cantans), v létě převažuje O. sticticus (dříve Culex stictitus) a komár záplavový.
Do lidských obydlí zalétá zejména komár pisklavý (Culex pipiens) a přímo s lidmi žije jeho poddruh komár obtížný (Culex pipiens molestus), který se vyvinul v prostorách londýnského metra. Po povodních se zvyšuje výskyt komára záplavového (Aedes vexans). Vyskytují se i komáři rodu Anopheles, kteří podle Lidových novin ještě v 50. letech 20. století sužovali malárií jižní Moravu. Nejhojnější komár na území České republiky je komár útočný.
Od roku 2021 je zaznamenán výskyt invazního druhu Aedes japonicus, který pochází z východní Asie a který může přenášet některé nebezpečné nemoci. V ČR ale přenos nemocí z těchto komárů na člověka není evidován.

## Ochrana

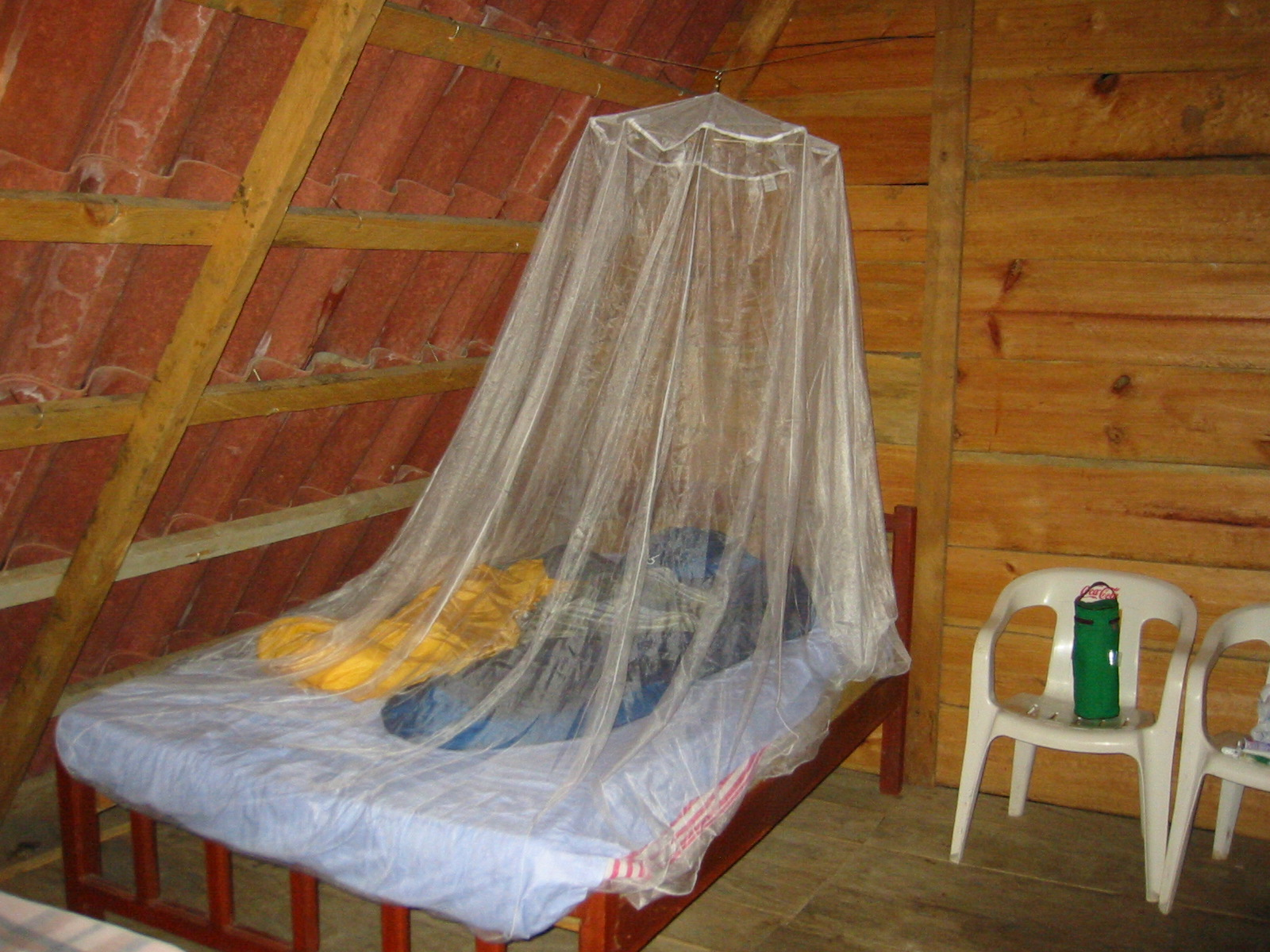

Základní ochranu lidí proti bodnutí komárem poskytuje moskytiéra – jemná síť natažená v noci kolem lůžka či obydlí. Je-li napuštěna insekticidem, účinnost se zvyšuje. Běžně se používají také sítě do oken. Mezi další prostředky patří uvolňování insekticidů (např. syntetický pyrethroid) do vzduchu. K tomu slouží spreje, elektrické odpařovače, insekticidní spirály. Další možností jsou odpuzovače hmyzu chemické (repelenty) či ultrazvukové. 
K plošným opatřením patří postřiky mokřadů s larvami. V Africe se často používá poměrně účinné DDT, které je ale toxické i pro řadu vyšších živočichů a má negativní dopady na ekosystém. Jen málo pochybností vyvolává naproti tomu použití biologických přípravků, např. Bacillus thuringiensis israelensis k ničení larev (tzv. larvicid).